# アルティメットカスタムナイト
アルティメット・カスタム・ナイト（Ultimate Custom Night、略称：UCN）は、スコット・カーソンが開発したポイント・アンド・クリックゲームで、『FNaF World』に続く『Five Nights at Freddy's』のスピンオフ第2作である。
本作は2018年6月27日にSteamとGame Joltにて無料で配信された。
2020年には、iOS/Android用アプリとして有料で配信された。

## システム
本作では、これまで発売されてきた『Five Nights at Freddy's』シリーズ本編6作品および FNaF Worldに登場する50体超のアニマトロニクスからプレイヤーが任意の個体を出現させることができるほか、個体ごとに0から20（最大）までのAIレベルを設定することが出来る。
夜の間、プレイヤーはアニマトロニクスからの襲撃を回避するため、ドアや空調といった機械をチェックする必要がある。警備室には左右2つのドア、正面および右ドア付近のダクト、2つの巨大ホースの計6箇所の侵入口が存在する。プレイヤーは "Faz-Coins"を支払ってパワーアップしたりアニマトロニクスの注意をそらすことが出来る。また、使用すると特定のアニマトロニクスをステージの中から消すことが出来るデスコインなどの攻略の手助けをしてくれるアイテムがある。
プレイヤーはステージとなる警備室の選択やお助けアイテムの入手に加え、全16種類のチャレンジモードで遊ぶことも出来る。

## アニマトロニクス
- Freddy Fazbear (フレディファズベアー)
- Bonnie (ボニー)
- Chica (チカ)
- Foxy (フォクシー)
- Toy Freddy (トイフレディ)
- Toy Bonnie (トイボニー)
- Toy Chica (トイチカ)
- Mangle (マングル)
- BB (バルーンボーイ)
- JJ
- Withered Chica (ウィザードチカ)
- Withered Bonnie (ウィザードボニー)
- Marionette (マリオネット)
- Golden Freddy (ゴールデンフレディ)
- Springtrap (スプリングトラップ)
- Phantom Mangle (ファントムマングル)
- Phantom Freddy (ファントムフレディ)
- Phantom BB (ファントムBB)
- Nightmare Freddy (ナイトメアフレディ)
- Nightmare Bonnie (ナイトメアボニー)
- Nightmare Fredbear (ナイトメアフレッドベア)
- Nightmare (ナイトメア)
- Jack-O-Chica (ジャック オ チカ)
- Nightmare Mangle (ナイトメアマングル)
- Nightmarionne (ナイトマリオンヌ）
- Old Man Consequences (オールドマンコンシクエンス）
- Circus Baby (サーカスベイビー)
- Circus Baby (トイフレディー)
- Ballora (バローラ)
- Funtime Foxy (ファンタイムフォクシー)
- Ennard (エナード)
- Trash and the Gang (トラッシュアンドザギャング)
  - No.1 Crate（ナンバーワンクレート）
  - Mr. Can-Do（ミスターキャンドゥ）
  - Bucket Bob（バケットボブ）
- Helpy (ヘルピー)
- Happy Frog (ハッピーフロッグ)
- Mr.Hippo (ミスターヒッポー)
- Pig Patch (ピッグパッチ)
- Nedd Bear (ネッドベア)
- Orville Elephant (オービルエレファント)
- Rockstar Freddy (ロックスターフレディ)
- Rockstar Bonnie (ロックスターボニー)
- Rockstar Chica (ロックスターチカ)
- Rockstar Foxy (ロックスターフォクシー)
- Music Man (ミュージックマン)
- El Chip (エルチップ)
- Funtime Chica (ファンタイムチカ)
- Molten Freddy (モルテンフレディ)
- Scrap Baby (スクラップベイビー)
- William Afton (ウィリアムアフトン)
- Lefty (レフティ)
- Phone Guy (フォンガイ)
- Dee Dee (ディーディー)
- RWQFSFASXC
- Plushtrap (プラッシュトラップ)
- Nightmare Chica (ナイトメアチカ)
- Bonnet (ボネット)
- Minireenas (ミニリーナ)
- Lolbit (ロルビット)
- X.O.R. (エクソア)
- Fredbear (フレッドベア)

## 開発
Freddy Fazbear's Pizzeria Simulator発売後の2018年2月、カーソンはSteamにてより大きなパブリッシャーと手を組んで新作を作りたいという内容の投稿を行った。
この投稿は後に "ultimate custom night”という作品を開発中であるという内容に修正され、自身のウェブサイトには50体超のアニマトロニクスが待ち構えているという情報が公開された。

## 評価
Rock, Paper, Shotgunは「興味深いまでに混沌としている」（"an intriguing mess"）と評価した一方、PC Gamerは「古典的なサバイバルホラーの要素をきちんとカスタマイズしやすいように再解釈した作品」（ "a neat, customisable take on the classic survival horror formula"）と評価した。